# Juniperus pingii
Juniperus pingii ist eine Pflanzenart aus der Familie der Zypressengewächse (Cupressaceae). Sie ist in China heimisch.

## Beschreibung
Juniperus pingii wächst als immergrüner Strauch oder Baum der Wuchshöhen von 4 bis 30 Metern erreichen kann. Die Strauchform wächst niederliegend oder aufrecht. Die schlanken bis kräftigen Zweige können, müssen aber nicht hängend sein.
Die blaugrünen Blätter sind bei einer Länge von 2 bis 7 Millimetern und einer Breite von 1 bis 1,5 Millimetern nadelartig geformt. Sie sind gerade bis stark nach innen gewölbt. An der Blattoberseite befindet sich eine blassgrüne Blattrippe und die Blattunterseite ist gekielt. Die Blattbasis ist herablaufend und die Spitze ist spitz zulaufend. Die Blätter stehen in Dreierwirteln an den Zweigen.
Juniperus pingii ist einhäusig-getrenntgeschlechtig (monözisch). Die männlichen Blütenzapfen sind bei einer Dicke von 3 bis 4 Millimetern eiförmig bis kugelig geformt und stehen in Wirteln zusammen. Sie enthalten sechs bis neun Mikrosporophylle mit zwei bis drei Pollensäcken. Die weiblichen Beerenzapfen sind bei einer Dicke von 7 bis 9 Millimetern eiförmig bis annähernd kugelig geformt. Zur Reife hin sind sie glänzend schwarz gefärbt. Jeder der Beerenzapfen trägt ein Samenkorn. Diese sind bei einer Länge von 5 bis 7 Millimeter eiförmig bis annähernd kugelig geformt und haben auffällige Harzgruben. Die Basis der Samen ist abgerundet und ihre Spitze ist stumpf.

## Verbreitung und Standort
Das natürliche Verbreitungsgebiet von Juniperus pingii liegt in China. Es umfasst dort Süd-Gansu, Nordwest-Hubei, Süd-Qinghai, Süd-Shaanxi, Sichuan, Yunnan und das Autonome Gebiet Tibet.
Die Art gedeiht in Höhenlagen von 2600 bis 4900 Metern. Man findet sie vor allem an Berghängen, wo sie in Dickichten und Wäldern wächst.

## Nutzung
Die Art wird gelegentlich als Ziergehölz angepflanzt.

## Systematik
Die Erstbeschreibung als Juniperus pingii erfolgte 1944 durch Wan Chun Cheng in  Bulletin de la Société d' Histoire Naturelle de Toulouse, Band 79, Seite 76. Ein Synonym für Juniperus pingii W.C. Cheng ex Ferré ist Sabina pingii (W.C. Cheng ex Ferré) W.C. Cheng & W.T. Wang.
Die Art wird in bis zu vier Varietäten unterteilt:
- Juniperus pingii var. carinata Y.F. Yu & L.K. Fu wächst als niederliegender oder aufrechter, bis zu 4 Meter hoher Strauch. Sie ist im Süden Gansus, dem Süden Shaanxis, in Sichuan, Yunnan sowie im Autonomen Gebiet Tibets heimisch.[1] Die Varietät wird von einigen Autoren als eigenständige Art Juniperus carinata (Y.F.Yu & L.K.Fu) R.P.Adams angesehen. Nach WCSP ist diese Varietät ein Synonym von Juniperus pingii var. wilsonii.[4]
- Juniperus pingii var. miehei Farjon ist im südlichen Autonomen Gebiet Tibet heimisch.[2][4]
- Juniperus pingii var. pingii (Syn.: Juniperus pingii var. chengii (L.K.Fu & Y.F.Yu) Farjon): Sie ist die Nominatform. Sie wächst als bis zu 30 Meter hoher Baum und kommt vom südöstlichen Tibet bis ins südwestliche Sichuan sowie das nordwestliche Yunnan vor.[1][4]
- Juniperus pingii var. wilsonii (Rehder) Silba wächst als niederliegender oder aufrechter, bis zu 6 Meter hoher Strauch. Sie ist in Süd-Gansu, Nordwest-Hubei, Süd-Qinghai, Süd-Shaanxi, Sichuan, Yunnan und dem Autonomen Gebiet Tibet heimisch. Ein Synonym ist Sabina wilsonii (Rehder) W.C. Cheng & L.K. Fu.[1][3]

## Gefährdung und Schutz
Juniperus pingii wird in der Roten Liste der IUCN als „gering gefährdet“ eingestuft. Es wird jedoch darauf hingewiesen, dass eine erneute Überprüfung der Gefährdung notwendig ist. Als Hauptgefährdungsgrund werden Waldschlägerungen angegeben.